# Michael Snow
Pour les articles homonymes, voir Snow et Michael Snow (homonymie).
Michael Snow, né le 10 décembre 1928 à Toronto (Ontario) et mort le 5 janvier 2023 dans la même ville, est un artiste canadien. 
Son travail, couvrant de multiples domaines de la création, a fait de lui une figure majeure de l'Art contemporain canadien de l'après-guerre à nos jours. Il est en effet à la fois peintre, sculpteur, cinéaste, photographe plasticien et musicien.

## Biographie

### Débuts
Dans les années 1950, Michael Snow étudie la peinture et la sculpture. Ses œuvres de l'époque passent de la figuration vers l'abstraction. Il est alors très marqué par l'art européen de Matisse, puis de l'expressionnisme abstrait américain, notamment du peintre Willem de Kooning. Vers la fin des années 1950, ses peintures et dessins vont de plus en plus vers une synthèse entre le sujet figuré et la surface de toile. Tables and Chairs, de 1957, fait le lien entre la surface d'une table schématisée et le tableau lui-même. Dès cette période, Snow s’intéresse de plus en plus à l'équivalence entre le sujet représenté et l'objet-tableau. Lac Clair (1960, Musée des beaux-arts du Canada), du nom d'un lac où l'artiste passait ses étés d'enfance, présente une surface monochrome bleue, travaillée au pinceau, et entourée de quatre bandes qui longent le bord de la toile. Ces bandes forment un cadre ouvert qui suggère un étalement de la couleur en dehors de la surface de la toile (à la manière de Piet Mondrian) tout en la limitant sur celle-ci. C'est une œuvre abstraite qui joue de la frontalité, mais c'est aussi un tableau-objet, notion absente de l'art expressionniste abstrait de l'époque. En cela, la conception que se fait Snow de l'art se rapproche des théories du minimalisme américain.
Durant les années 1950, en parallèle avec son travail de peinture, il est employé dans les ateliers du cinéaste d'animation George Dunning. En 1956, Snow signe sa première animation avec A to Z, qu’il décrit comme « deux chaises qui baisent ».

### La Femme qui marche(Walking Woman)
Michael Snow s'installe à New-York et commence une nouvelle série d’œuvres qui marquent un retour à la figuration. La série des Walking Woman (La Femme qui marche) est inauguré par un découpage de 1962. Ce découpage reprend une élégante silhouette féminine de profil, saisie en mouvement, mais coupée au niveau du haut de la tête, des mains et des pieds comme vue au travers d'un cadre. À partir de cette forme, Snow réalisera un nombre très important de variations qui occuperont son travail de 1962 à 1967 (avec des citations occasionnelles par la suite). La forme sera exploitée dans tous les domaines possibles : peinte, tracée, découpée, détruite, collée en plein air et abandonnée, distribuée sous forme d'autocollants, filmée, imprimée en publicité dans le journal Village Voice, sur des portes de voitures, des meubles, des cravates... dans le but d'épuiser le sujet et de l'éclater dans tous les domaines du tangible. La musicienne Carla Bley écrira même un morceau de jazz intitulé Walking Woman en hommage. Snow réalisera son portrait photographié dans une silhouette découpée de la femme qui marche.
Des silhouettes de la femme qui marche sont aussi placées dans différents endroits du centre-ville et du métro de Toronto, photographiées, et présentées dans la première œuvre photographique de Snow, Four to Five (1964). L'image bidimensionnelle passe au monde réel, puis retourne à la surface plate (la photographie) en emportant tout le monde avec elle au passage.

### Cinéma expérimental

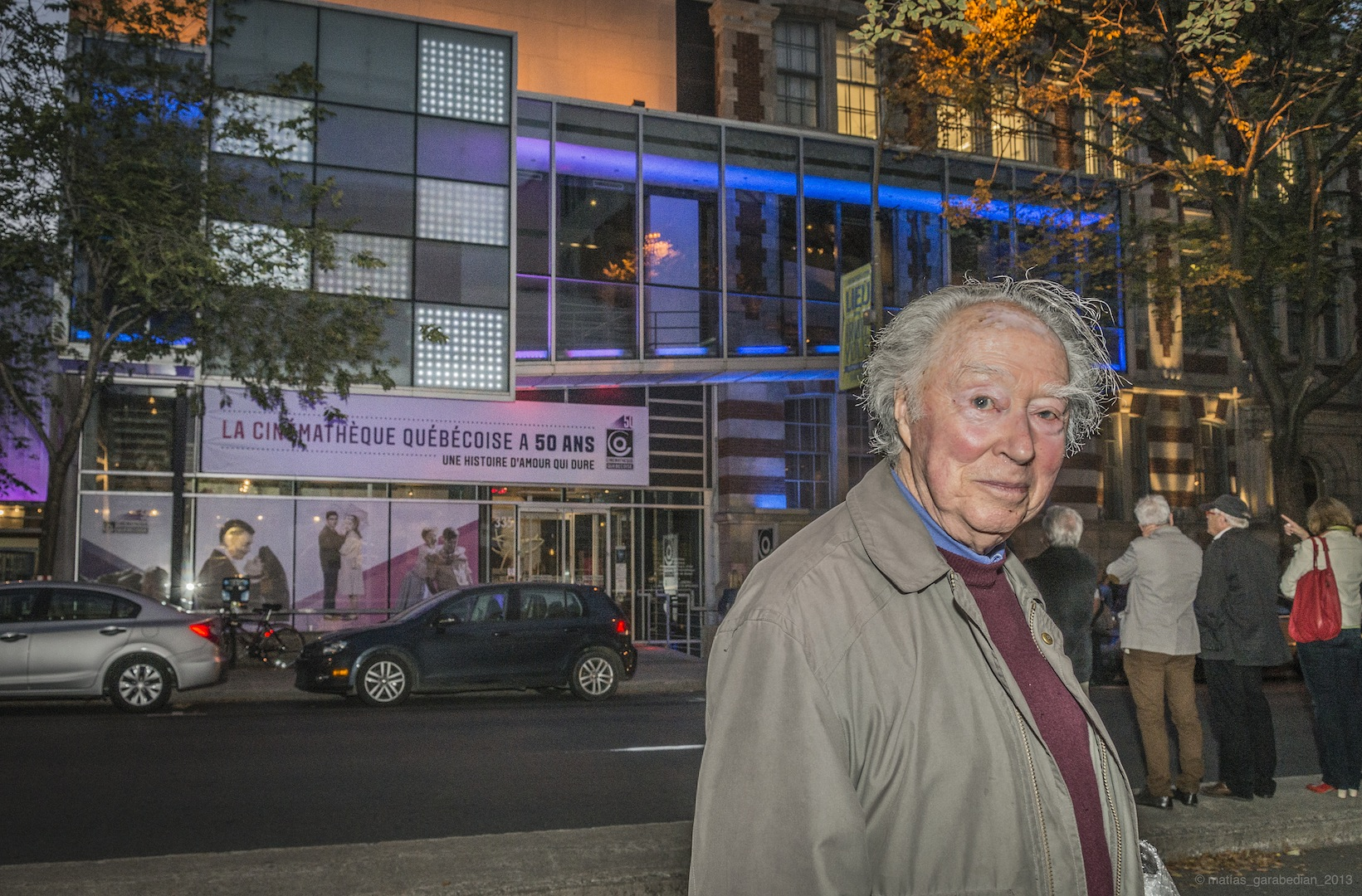
Michael Snow devant son œuvre lumineuse « Les Lumières » à la Cinémathèque québécoise de Montréal en 2013.

En 1967, Michael Snow obtient le Grand Prix du quatrième Festival international du cinéma expérimental de Knokke-le-Zoute pour le film Wavelength (qui est constitué d'un apparent zoom avant de 45 minutes arrivant sur une photo représentant la mer. Au fur et à mesure, le spectateur entend un son synthétique de plus en plus aigu. Le film est en fait constitué de plusieurs plans et filmé sur des pellicules différentes).
Le film <---> (qui se prononce Back and Forth), est constitué de panoramiques horizontaux et verticaux dans une salle de classe et à l'extérieur.
Dans La Région centrale (1970-1971), la caméra, placée sur un pied qui lui permet toute sorte de mouvements, filme le lieu où elle se trouve à des vitesses variables.
Il travaille dans Rameau’s Nephew by Diderot (1974) la contemplation d'un espace fixe.
Les films de Michael Snow ont influencé la cinéaste Chantal Akerman.

## Citation
« Mes peintures sont faites par un cinéaste, mes sculptures par un musicien, mes films par un peintre, ma musique par un cinéaste, mes peintures par un sculpteur, mes sculptures par un cinéaste, mes films par un musicien, ma musique par un sculpteur... qui parfois travaillent tous ensemble. En outre, mes peintures ont été en grand nombre faites par un peintre, mes sculptures par un sculpteur, mes films par un cinéaste et ma musique par un musicien. Il y a une tendance vers la pureté dans chacun de ces media en tant qu'entreprises séparées. »

## Filmographie

### Réalisateur
- 1956 : A to Z
- 1964 : New York Eye and Ear Control
- 1965 : Short Shave
- 1967 : Wavelength
- 1967 : Standard Time
- 1969 : One Second in Montreal
- 1969 : Dripping Water
- 1969 : <---> (qui se prononce Back and Forth)
- 1970 : Side Seat Paintings Slides Sound Film
- 1971 : La Région centrale
- 1974 : Two Sides to Every Story
- 1974 : 'Rameau's Nephew' by Diderot (Thanx to Dennis Young) by Wilma Schoen
- 1976 : Breakfast (Table Top Dolly)
- 1981 : Presents
- 1982 : So Is This
- 1988 : Seated Figures
- 1990 : See You Later
- 1991 : To Lavoisier, Who Died in the Reign of Terror
- 2000 : Prelude
- 2000 : The Living Room
- 2002 : Corpus Callosum (en)
- 2005 : Sshtoorrty
- 2019 : Cityscape

### Monteur
- 1967 : Wavelength
- 1967 : Standard Time
- 1969 : One Second in Montreal
- 1969 : <---> (Back an Forth)
- 1981 : Presents
- 1988 : Seated Figures

### Directeur de la photographie
- 1967 : Wavelength
- 1967 : Standard Time
- 1969 : One Second in Montreal
- 1981 : Presents
- 1988 : Seated Figures

### Scénariste
- 1967 : Wavelength
- 1974 : 'Rameau's Nephew' by Diderot
- 2000 : Prelude
- 2002 : *Corpus Callosum (en)

### Producteur
- 1967 : Wavelength
- 1971 : La Région centrale
- 1974 : 'Rameau's Nephew' by Diderot (Thanx to Dennis Young) by Wilma Schoen
- 1988 : Seated Figures

### Compositeur
- 1968 : Unstrap Me
- 1975 : Musics for piano, whistling, microphone and tape recorder (Chatham Square, 2 lp)
- 1987 : The Last LP (Art Metropole, cd)
- 2000 : Prelude

### Acteur
- 1971 : Hapax Legomena I: Nostalgia : Narrator
- 1978 : Cinématon #44 de Gérard Courant : lui-même

## Discographie
Avec Carla Bley et Paul Haines
- 1971 : Escalator over the Hill

## Musées et collections publiques
- Agnes Etherington Art Centre
- Art Gallery of Alberta
- Art Gallery of Hamilton
- Carleton University Art Gallery
- Cinémathèque québécoise
- Mendel Art Gallery
- Musée des beaux-arts de l'Ontario
- Musée des beaux-arts de Montréal
- Musée des beaux-arts de Sherbrooke
- Musée des beaux-arts du Canada
- Musée national des beaux-arts du Québec[4]
- Museum London
- Simon Fraser Gallery
- The Robert McLaughlin Gallery
- The Winnipeg Art Gallery
- Vancouver Art Gallery

## Distinctions
- 1979 - Prix Molson
- 1989 - Prix d'excellence de l'IRAC
- 1995 - Chevalier de l'ordre des arts et des lettres, France
- 2000 - Prix du Gouverneur général en arts visuels et en arts médiatiques
- 2004 - Docteur honoris causa, Université Paris-1 Panthéon-Sorbonne
- 2008 - Docteur honoris causa, Université du Québec à Montréal[5]
- 2016 - Docteur honoris causa, Université du Québec à Chicoutimi[6]